# (394) Arduina
(394) Arduina es un asteroide que forma parte del cinturón de asteroides y fue descubierto por Alphonse Louis Nicolas Borrelly el 19 de noviembre de 1894 desde el observatorio de Marsella, Francia.

## Designación y nombre
Arduina fue designado al principio como 1894 BH.
Posteriormente se nombró por Arduinna, una diosa de la mitología céltica.

## Características orbitales
Arduina está situado a una distancia media del Sol de 2,764 ua, pudiendo acercarse hasta 2,136 ua. Tiene una inclinación orbital de 6,217° y una excentricidad de 0,227. Emplea en completar una órbita alrededor del Sol 1678 días.